# Estación de Sarriá
Sarriá (en catalán y oficialmente, Sarrià) es una estación de ferrocarril suburbano de la red de Ferrocarriles de la Generalidad de Cataluña (FGC) perteneciente al bloque de líneas del Metro del Vallés situada en el barrio que fue en su día municipio independiente, Sarriá, que hoy forma parte del distrito de Sarriá-San Gervasio de Barcelona. La estación tuvo en 2018 un tráfico total de 4 284 066  pasajeros, de los cuales 2 646 199 corresponden a servicios urbanos y 1 637 867 al Metro del Vallés

## Situación ferroviaria
La estación se encuentra en el punto kilométrico 4,6 de la línea Barcelona-Sarriá, a 101 metros de altitud. El tramo es de ancho internacional y está electrificado.

## Historia
La antigua estación de superficie se puso en servicio el 25 de junio de 1863 al inaugurarse el tramo de 4,6 km entre Barcelona y Sarriá por la Compañía del ferrocarril de Sarriá a Barcelona (FSB). Fue la segunda estación más importante de la línea no solo por su carácter terminal, sino porque en ella estaban los talleres y el depósito de trenes. Originalmente la estación tenía siete vías, dos para viajeros y cinco para talleres. El edificio de pasajeros estaba ubicado a la izquierda de las vías y tenía dos pisos. Originariamente la línea estaba construida en ancho ibérico antiguo (1672 mm) y su propósito inicial era unir las dos poblaciones, puesto que entonces Sarriá era un municipio independiente. El 26 de octubre de 1905 se electrificó la línea y cambió el ancho de la vía a estándar (1435 mm). El acceso desde la calle se realizó en la primera planta debido al desnivel existente. La estación sufrió varias modificaciones, siendo una de las más significativas en 1914 cuando Sarriá dejó de ser estación terminal debido a la extensión de la línea a Les Planes.
La estación actual se inauguró en 1929 con el soterramiento entre Barcelona y Muntaner de la Línea de Gracia de FGC, dos años después de anexionarse Sarriá a Barcelona. 
El estallido de la Guerra Civil en 1936 dejó la estación en zona republicana. En la práctica el control recayó en los comités de obreros y ferroviarios.Con el final de la guerra, se devolvió la gestión de la línea y la infraestructura a sus propietarios. Hay que destacar que esta línea no pasó a manos de RENFE en 1941 por no ser de ancho ibérico (1672 mm).
La estación fue soterrada en 1951. No se concibe como estación de ferrocarril metropolitano hasta 1954, momento en que se construye y abre al público el ramal de Gracia a Avenida Tibidabo y unos años después el ramal desde esta estación a la estación de Reina Elisenda.
En los últimos años en la superficie, la estación tenía tres andenes, así como talleres y depósitos. El 5 de octubre de 1974 se puso en servicio la nueva estación subterránea, con 4 vías y 3 andenes, aunque las obras completas no se inauguraron hasta el 2 de octubre de 1976, manteniendo el espacio de la estación en superficie como depósito de trenes hasta 2004.
FSB  a partir de la década de 1970 empezó a sufrir problemas financieros debido a la inflación, el aumento de los gastos de explotación y tarifas obligadas sin ninguna compensación. En 1977 después de pedir subvenciones a diferentes instituciones, solicitó el rescate de la concesión de las líneas urbanas pero el Ayuntamiento de Barcelona denegó la petición y el 23 de mayo de 1977 se anunció la clausura de la red a partir del 20 de junio. El Gobierno evitó el cierre de la red de FSB otorgando por Real decreto la explotación y las líneas a Ferrocarriles de Vía Estrecha (FEVE) el 17 de junio de 1977, de forma provisional, mientras el Ministerio de Obras Públicas del Gobierno de España, la Diputación de Barcelona, la Corporación Metropolitana de Barcelona y la Ayuntamiento de Barcelona estudiaban el régimen de explotación de esta red. Debido a la indefinición se produjo una degradación del material e instalaciones, que en algún momento determinaron la paralización de la explotación.
Con la instauración de la Generalidad de Cataluña, el Gobierno de España traspasó a la Generalidad la gestión de las líneas explotadas por FEVE en Cataluña, gestionando así los Ferrocarriles de Cataluña a través del Departamento de Política Territorial y Obras Públicas (DPTOP) hasta que se creó en 1979 la empresa Ferrocarriles de la Generalidad de Cataluña (FGC), la cual integraba el 7 de noviembre de 1979 a su red estos ferrocarriles con la denominación Línea Cataluña y Sarriá.
En 1982 al crearse línea U6, pasó a considerarse como estación de metro, pero no es exclusiva de servicios urbanos, ya que en ella paran los trenes de líneas suburbanas (S1, S2, S5, S6 y S7). En 2003 la línea U6 pasó a llamarse L6.
En 2009, el acceso fue modificado y ampliado desde Cardenal Sentmenat. En el verano de 2016, la pista de playa del complejo se transformó para adaptarla a las personas con movilidad reducida (PMR). Entre el 13 y el 16 de agosto la línea fue completamente cortada para modificar las vías y convertirse en 3 vías y 2 andenes en lugar de 4 vías y 3 andenes. La antigua ruta 2 (trenes del Vallés) fue suprimida y estos se pasaron por la ruta 3 (hasta entonces trenes a Reina Elisenda). La ruta 4 era para los trenes lanzadera de Sarriá a Reina Elisenda (hasta entonces trenes de Reina Elisenda a Plaza de Cataluña). En 2018 se instalaron dos nuevas escaleras mecánicas entre el andén central y el vestíbulo y se modificó el acceso a la estación a través de Vía Augusta-Huerta de la Villa, instalando un nuevo ascensor.
Desde 2016, debido a las obras de accesibilidad de la estación, el ramal de la L6 hacia Reina Elisenda se opera de forma independiente en forma de lanzadera, llamada L12.
La fecha de apertura prevista para la estación de las líneas 9 y 10 del metro es 2027.

## La estación[3]
La actual estación de Sarriá se encuentra bajo la Vía Augusta entre las calles Demestre y Huerta de la Villa y tiene un solo acceso por la ladera de la montaña, con tres entradas diferentes por las calles Huerta de la Villa, Pau Alcover y Cardenal Sentmenat. Las dos primeras entradas tienen escaleras fijas y, además, la entrada por la calle Huerta de la Villa también dispone de ascensor. Estas dos primeras entradas se unen en un largo pasillo que alberga varias salas de FGC, así como un aseo público. El acceso por Cardenal Sentmenat conlleva un pasillo de 10 metros de ancho y 20 metros de largo que conecta el vestíbulo y la calle a pie plano y donde también hay pequeños establecimientos comerciales. Todos los pasillos se unen en un vestíbulo con máquinas expendedoras de billetes y barreras de tarifas de control de acceso. El descenso al nivel de plataformas se realiza a través de tres escaleras mecánicas y tres escaleras fijas, así como un ascensor para el andén de las vías 1 y 2. Entre dicho andén y el vestíbulo también hay dos escaleras mecánicas ascendentes, las otras dos escaleras mecánicas de acceso a esta plataforma central solo bajan. Los trenes circulan por el nivel inferior, compuesto por tres vías y dos andenes. Las dos vías del lado este (vías 1 y 2) son para la línea del Vallés (S1, S2, S5, S6, S7) y para los trenes entre Plaza de Cataluña y Sarriá (L6). Entre estas dos vías hay una gran andén central, de 10,5 metros de ancho. La vía lateral oeste (ruta 4) es para la lanzadera a Reina Elisenda (L12) y cuenta con una plataforma de 3,5 metros de ancho que también sirve a la vía 2 (sentido Barcelona), para facilitar los enlaces entre la línea L12 y el resto de líneas. Los andenes cuentan con pantallas informativas de próximas circulaciones e incidencias, bancos, iluminación LED y monitores con diversos contenidos audiovisuales. También tienen enrutamiento para ciegos, al igual que el resto de la estación. Las instalaciones se completan un escalón inferior entre las dos plataformas, equipadas con escaleras fijas y ascensores en cada andén. Además, en este escalón inferior hay una salida de emergencia. Se mantiene la decoración del origen de la estación, con paneles verdes y un mosaico del artista Ángel Orensanz. A la salida de la estación de Sarriá en el lado de San Cugat Centro entre las vías 1 y 2 hay una vía muerta como cola de maniobras, donde los trenes de la línea L6 invierten la marcha.

## Servicios ferroviarios
El horario de la estación se puede descargar del siguiente enlace. El plano de las líneas del Vallés en este enlace. El plano integrado de la red ferroviaria de Barcelona puede descargarse en este enlace.
| << cabecera                   | < estación      | línea                     | estación >        | cabecera >>             |
| ----------------------------- | --------------- | ------------------------- | ----------------- | ----------------------- |
| Línea Barcelona-Vallés de FGC |                 |                           |                   |                         |
| Barcelona-Plaza de Cataluña   | Las Tres Torres |                           | Terminal          | Terminal                |
| Terminal                      | Terminal        |                           | Reina Elisenda    | Reina Elisenda          |
| Barcelona-Plaza de Cataluña   | Las Tres Torres |                           | Peu del Funicular | Tarrasa-Naciones Unidas |
| Barcelona-Plaza de Cataluña   | Las Tres Torres | Sabadell-Parque del Norte | Peu del Funicular |                         |
| Metro                         |                 |                           |                   |                         |
| Aeroport T1                   | Prat de la Riba | (2027)                    | Mandri            | Can Zam                 |
| Pratenc                       | Prat de la Riba | (2027)                    | Mandri            | Gorg                    |